# Epichloë clarkii
Epichloë clarkii är en svampart som beskrevs av J.F. White 1993. Epichloë clarkii ingår i släktet Epichloë och familjen Clavicipitaceae.   Inga underarter finns listade i Catalogue of Life.